# Longreach, Queensland
Longreach este o localitate în statul Queensland, Australia.
1. ↑  Australian Bureau of Statistics (31 octombrie 2012). „Longreach (Urban Centre)”. 2011 Census QuickStats. Accesat în 9 septembrie 2014.